# Giovanni Magalotti
Giovanni Magalotti (Firenze, anni 1330 – Firenze, 15 luglio 1377) è stato un politico italiano.
Era figlio di Francesco Magalotti. Si distinse per essere uno strenuo difensore delle libertà comunali e per la tendenza a non schierarsi con una delle fazioni rivali della città: infatti nel 1372 fu uno dei Dieci cittadini custodi della libertà, che come obiettivo avevano la pacificazione. Nel 1362 e nel 1373 divenne membro del Priorato.
Nel 1374, in quanto proposto dei Priori, convocò un'assemblea di seicento cittadini per opporsi agli eccessi della Parte guelfa, capeggiata dagli Albizzi. In questa occasione Magalotti si scontrò con Lapo da Castiglionchio, vicino a Piero degli Albizzi, arrivando a togliergli il diritto di parola.
Nel 1376, per porre un freno all'espansionismo papale, entrò nella magistratura degli Otto di balia, detti anche Otto Santi e che diedero inizio alla guerra omonima. Fu anzi uno dei primi tre membri (insieme a Tommaso Strozzi e Andrea Salviati) che guidarono Firenze nelle prime fasi di guerra. L'anno successivo, in cui morì, ricoprì la carica di gonfaloniere di Giustizia.